# The Pirate Fairy
The Pirate Fairy (bra: Tinker Bell: Fadas e Piratas; prt: Sininho: Fadas e Piratas) é um filme de fantasia animado em 3D americano de 2014 dirigido por Peggy Holmes. É o quinto longa-metragem de animação direto para vídeo da série de filmes Tinker Bell da Disneytoon Studios e da franquia Disney Fairies, baseado no personagem Tinker Bell de Peter and Wendy de JM Barrie. O filme apresenta as vozes de Mae Whitman, reprisando seu papel de Tinker Bell, Christina Hendricks como uma fada do pó chamada Zarina e Tom Hiddleston como um James Hook muito mais jovem.

## Enredo
Zarina, uma fada otimista e curiosa, fica impressionada com a magia por trás do pó mágico e está determinada a aprender mais. Ela secretamente experimenta com pozinho de duende azul, criando vários tipos; Porém, experimentos com a variante rosa crescem descontroladamente, causando um acidente. Seu supervisor, Gary, a proíbe de trabalhar com pó mágico. Triste e magoada, Zarina pega seus experimentos e foge.
Um ano depois, as fadas celebram o Four Seasons Festival com apresentações de fadas de todas as estações. Durante o show, Tinker Bell, Silvermist, Iridessa, Rosetta, Fawn e Vidia avistam Zarina voando ao redor da platéia e usando pó de duende rosa para convocar papoulas que fazem todos adormecerem. Tink e suas amigas, que se protegem, percebem que Zarina roubou todo o pozinho azul de duende, que é usado para criar o pó dourado que as fadas usam para voar.
Elas seguem Zarina até a costa, onde ela se tornou a capitã de uma tripulação pirata, incluindo um jovem chamado James Hook (Capitão Gancho), que aparentemente é o líder da tripulação. As fadas recuperam o pozinho azul por um momento, mas Zarina o recupera depois de jogar um pó mágico multicolorido neles que muda seus talentos. Tinker Bell torna-se uma fada da água, Silvermist uma fada voadora, Fawn uma fada da luz, Iridessa uma fada do jardim, Rosetta uma fada dos animais e Vidia uma fada do funileiro (para seu horror e desgosto). Elas lutam com seus talentos trocados enquanto procuram Zarina e o navio pirata, no processo encontram um crocodilo bebê que gosta do novo talento animal de Rosetta.
Elas encontram o navio e se esgueiram, onde ouvem Gancho falando sobre como os piratas conheceram Zarina depois de se desviarem do curso, e ela se tornou a capitã com a promessa de fazer o navio voar para que eles pudessem saquear qualquer coisa sem serem pegos. O navio chega a Skull Rock, onde as fadas descobrem o acampamento dos piratas e uma misteriosa Árvore do Pozinho Mágico, que Zarina cultivou usando o pó de duende rosa.
As fadas tentam recuperar o pó de duende azul, mas são pegas quando Iridessa perde o controle sobre seu talento natural e revela sua localização. Tink tenta convencer Zarina a voltar para casa, mas ela se recusa porque se sente desvalorizada. Com as fadas agora capturadas, os piratas fazem pó mágico voador regular. Gancho, curioso sobre voar, convence Zarina a usar alguns nele. Depois de voar alegremente ao redor da caverna, Gancho trai Zarina e a prende em uma lanterna, revelando-se como o verdadeiro capitão.
Tinker Bell e as outras não conseguem escapar de sua prisão até que o bebê crocodilo chega e as liberta. As fadas quase recuperam o pó de duende azul, mas Gancho ameaça jogar Zarina no mar, a menos que eles o entreguem. Tink desiste, e Gancho espalha sobre o navio antes de jogar Zarina ao mar.
Enquanto os piratas navegam em direção à Segunda Estrela, as fadas retornam e usam seus talentos trocados para derrotar os piratas e virar o navio. Zarina tenta recuperar o pó de duende azul de Gancho, que a persegue. Zarina ganha uma partícula de pó mágico azul que ela joga em Gancho, que começa a voar loucamente enquanto os dois tipos de pó mágico reagem um ao outro. Enquanto as fadas voam para longe, Gancho jura vingança contra elas e é atacado pelo bebê crocodilo. Zarina devolve o pó de duende azul para Tink e suas amigas, antes de se preparar para sair. Tinker Bell oferece a ela a chance de voltar para casa e ela aceita, ajudando suas amigas a navegar no navio de volta. As outras fadas acordam sem se lembrar do que aconteceu.
Zarina está prestes a prometer não mexer no pozinho mágico de novo, mas Tink a convence a mostrar suas habilidades, restaurando os talentos de fadas originais de Tink e suas amigas e permitindo que elas façam uma bela apresentação no Festival. Todos as parabenizam, e o talento de Zarina é finalmente aceito.

## Elenco
- Mae Whitman como Tinker Bell, uma fada funileira e irmã gêmea de Periwinkle.
- Christina Hendricks como Zarina, uma fada guardiã do pó extraordinariamente habilidosa e curiosa.
- Tom Hiddleston como James Hook, o capitão do navio pirata disfarçado de grumete.
- Lucy Liu como Silvermist, uma fada da água.
- Raven-Symoné como Iridessa, uma fada da luz.
- Megan Hilty como Rosetta, uma fada do jardim.
- Pamela Adlon como Vidia, uma fada voadora.
- Angela Bartys como Fawn, uma fada animal.
- Jim Cummings como Oppenheimer e Port, dois membros da tripulação de James.
- Carlos Ponce como Bonito, um dos membros da tripulação de James.
- Mick Wingert como Starboard, um dos membros da tripulação de James.
- Kevin Michael Richardson como Yang, um dos membros da tripulação de James.
- Jeff Bennett dubla três personagens no filme:
  - Clank, uma grande fada funileiro com uma voz estrondosa.
  - Fada Gary, uma grande fada guardiã do pó.
  - Sr. Smee, um membro da tripulação do The Jolly Roger que conhece James.
- Rob Paulsen como Bobble, uma fada funideira com óculos grandes e o melhor amigo de Clank.
- Gray DeLisle como MC Fairy / Gliss.
- Kari Wahlgren como Sweetpea / Sydney.
- Jane Horrocks como Fairy Mary, a supervisora de todas as fadas funileiro.
- Anjelica Huston como Rainha Clarion, a rainha de Pixie Hollow.

## Produção
O filme foi originalmente intitulado Quest for the Queen. Peggy Holmes, co-diretor de Secret of the Wings assinou contrato para dirigir o filme. Introduziu novos personagens, Zarina, dublado por Christina Hendricks, e James, também conhecido como o jovem Capitão Gancho, dublado por Tom Hiddleston. Carlos Ponce também emprestou sua voz a um dos personagens do filme.
A Disney anunciou em janeiro de 2014 que o ex-vencedor do Project Runway e estilista Christian Siriano seria responsável por criar os trajes para as fadas, especificamente Zarina. Siriano afirmou que "adorei o desafio deste projeto. Eu não tinha projetado para um personagem animado antes, e estou animado para levar minhas habilidades para o mundo de Zarina. Ela é uma personagem única e nova e eu queria ajudar a torná-la memorável e icônica. Os personagens da Disney são eternos e estou muito feliz como jovem designer por ajudar a criar um pouco da história da Disney."

## Estreia
O filme foi lançado internacionalmente nos cinemas com o título Tinker Bell and the Pirate Fairy em 13 de fevereiro de 2014 e datas posteriores, com exibições em 2D e 3D disponíveis. Nos Estados Unidos as exibições ocorreram exclusivamente no Teatro El Capitan em Hollywood, de 28 de fevereiro a 19 de março de 2014. Ele foi originalmente programado para o outono de 2013, antes que outro filme da DisneyToon Studios, Planes, tomasse seu lugar, atrasando o filme para a primavera de 2014.

### Marketing
Um trailer do filme foi lançado no Blu-ray e DVD Secret of the Wings em 23 de outubro de 2012. The Pirate Fairy é o primeiro filme da série Tinker Bell a não fazer alusão à marca Disney Fairies em material promocional e a não exibir o logotipo da marca no início do filme, mostrando em vez disso o logotipo do DisneyToon Studios.

### Mídia doméstica
O filme foi lançado pela Walt Disney Studios Home Entertainment em DVD e Blu-ray nos Estados Unidos em 1 de abril de 2014, e no Reino Unido em 23 de junho de 2014. Os recursos de bônus do DVD incluem um documentário e dois curtas animados. O Blu-ray contém os bônus do DVD e adições como cenas deletadas, canções cantadas e um clipe de making-of da música "The Frigate That Flies" com o ator Tom Hiddleston.
Durante o período de pré-encomenda do pacote combo com as versões em DVD, Blu-ray e Cópia Digital do filme, um conjunto de edição limitada de quatro litografias com cenas do filme seria incluído no pedido. Várias lojas também lançaram conjuntos exclusivos que incluíam o combo pack com um determinado item da mercadoria Disney Fairies, como um DVD bônus com o curta animado Pixie Hollow Bake Off e outros 10 mini-curtas, o livro de histórias e o CD de leitura O filme Pirate Fairy, um conjunto de seis folhas de decalques de parede e um pincel de glitter.

## Recepção
No site de agregação de críticas Rotten Tomatoes, o filme tem uma classificação de 81% com base em 21 críticas, com uma pontuação média de 6,39/10.

## Trilha sonora
O filme foi marcado por Joel McNeely, que também marcou os filmes anteriores da série Tinker Bell.

### Músicas
A trilha sonora apresenta uma música original intitulada "Who I Am", interpretada por Natasha Bedingfield, bem como a música lançada anteriormente por Bedingfield, "Weightless", que foi usada inicialmente na gravação do filme, mas foi tão bem recebida que a diretora Peggy Holmes decidiu torná-la permanente.
Na versão portuguesa e brasileira, o nome da música foi intitulada de "Ser Quem Sou". No Brasil, a música foi cantada pela cantora Mayra Arduini.
Outra canção original, "The Frigate That Flies", com música de Gaby Alter e letra de Gaby Alter e Itamar Moses, é interpretada no filme pela tripulação pirata como um número musical.